# Saint-Priest-la-Vêtre
Saint-Priest-la-Vêtre é uma comuna francesa na região administrativa de Auvérnia-Ródano-Alpes, no departamento de Loire. Estende-se por uma área de 5,17 km². Em 2010 a comuna tinha 146 habitantes (densidade: 28,2 hab./km²).